# Tinospora tenera
Tinospora tenera là một loài thực vật có hoa trong họ Biển bức cát. Loài này được Miers miêu tả khoa học đầu tiên năm 1871.